# Crassostrea angulata
Crassostrea angulata är en musselart som beskrevs av Jean-Baptiste Lamarck. Crassostrea angulata ingår i släktet Crassostrea och familjen ostron. Inga underarter finns listade i Catalogue of Life.
Höger och vänster klaff av samma exemplar:

Höger klaff
Vänster klaff

## Bildgalleri

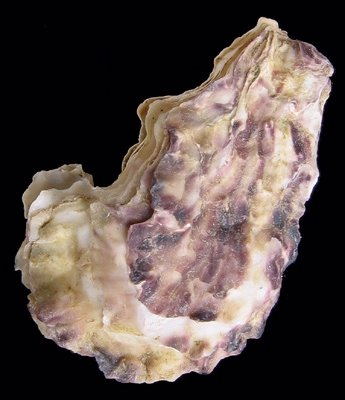
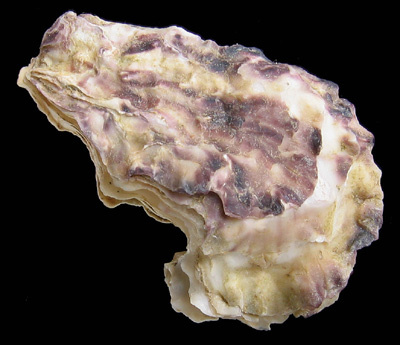